# Felipe III của Navarra
Felipe III (tiếng Basque: Filipe, tiếng Tây Ban Nha: Felipe, tiếng Pháp: Philippe; 27 tháng 3 năm 1306 – 16 tháng 9 năm 1343), là một vị vua của vương quốc Navarra từ năm 1328 cho đến khi ông qua đời. Felipe sinh ra từ một nhánh phụ của hoàng gia Pháp nhưng đã nhanh chóng có được ảnh hưởng khi dòng dõi chính là vương triều Capet tuyệt tự. Ngoài ra, ông đã cùng vợ mình và cũng là cháu họ Juana II của Navarra giành được vương quốc trên bán đảo Iberia và một số thái ấp của Pháp.
Sự lên ngôi của Felipe và Juana đã đánh dấu cho việc kết thúc của liên minh cá nhân kéo dài 44 năm giữa hai vương quốc Pháp và Navarra. Mặc dù không thành công trong việc giành ngai vàng nước Pháp, song Felipe và Juana vẫn là chư hầu quyền lực của vị vua nhà Valois Felipe VI. Họ cũng được coi là những vị đồng vương thành công trong việc cai quản vương quốc Navarra. Bất chấp sự miễn cưỡng ban đầu của dân chúng Navarra khi chấp nhận ông làm vua cùng với Juana, về sau Felipe lại đặc biệt được ghi nhận là người đã cải thiện cơ quan lập pháp của vương quốc. Cặp vợ chồng hoàng gia chủ yếu cư trú ở lãnh địa thuộc Pháp mà họ cai quản, nhưng Felipe và Juana cũng đã dành đủ thời gian ở Navarra để khiến họ có một sự tín nhiệm của nhân dân trong nước.
Felipe tích cực hỗ trợ người anh họ nhà Valois với quân đội của mình trong tư cách là người lãnh đạo quân đội, đặc biệt là vào thời kỳ đầu của Chiến tranh Trăm năm. Tuy nhiên, trong thời gian cùng trị vì với vợ, trọng tâm cai quản của Navarra lại chuyển sang các nước láng giềng ở bán đảo Iberia. Điều này có thể đã ảnh hưởng đến việc Felipe tham gia cuộc thập tự chinh chống lại Vương quốc Granada, trong thời gian đó sức khỏe ông đã bị suy giảm, có thể do ảnh hưởng từ việc bị thương và qua đời không lâu sau đó.

## Kế vị triều đại Capet
Felipe là con trai của Louis, Bá tước xứ Évreux, qua đó ông là cháu nội của Philippe III của Pháp với người vợ thứ hai, Marie xứ Brabant. Cha của Felipe là người sáng lập nhánh phụ Évreux của hoàng tộc Capet, trong khi mẹ của ông, Marguerite (mất năm 1311), thuộc về một nhánh phụ khác của hoàng tộc Capet là hoàng tộc Artois. Hoàng tộc Évreux có một vai trò chặt chẽ trong các cuộc đàm phán về việc kế vị người anh họ Felipe, vua Louis X của Pháp. Vào thời điểm Louis đột ngột qua đời vào năm 1316, đứa con duy nhất của mà ông để lại là công chúa nhỏ Juana mới bốn tuổi, điều này gây ra một vấn đề vì từ trước tới giờ chưa từng có vị vua triều Capet nào qua đời mà không có con trai. Gia đình họ ngoại của Juana, nhánh Bourgogne của triều Capet, đã nhân danh công chúa nhỏ tuyên bố giành ngai vàng Pháp, nhưng cuối cùng người chú ruột của Jeanne lên kế vị thay thế với tư cách là Vua Philippe V. Felipe cũng nhanh chóng thay thế Juana trong việc kế vị Vương quốc Navarra, một vương quốc mới chỉ lọt vào tay triều Capet thông qua nữ vương Juana I của Navarra, mẹ của Philippe V và Louis X.

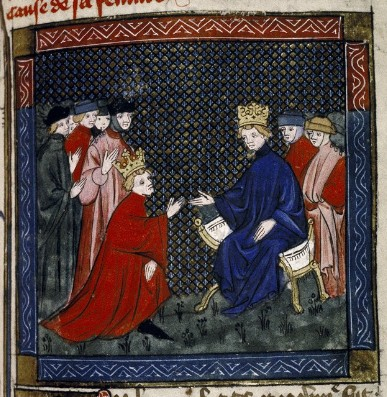
Felipe III của Navarra làm lễ tôn kính Philippe VI của Pháp cho những vùng đất thuộc Pháp của ông

Philippe V cuối cùng đã bị gây sức ép để thương lượng lại địa vị của cháu gái mình. Một hiệp định đã đạt được vào ngày 27 tháng 3 năm 1318 bao gồm nhượng bộ lãnh thổ giúp xoa dịu gia đình họ ngoại của Juana, ngoài ra hiệp định cũng có thêm lời hứa hôn của Juana với Felipe xứ Évreux, một của hồi môn và lời hứa kế vị các hạt Champagne và Brie nếu vua Philippe V qua đời mà không có con trai. Hôn lễ của Felipe và Juana được cử hành vào ngày 18 tháng 6, sau đó cô sống với bà nội chồng là vương hậu Marie. Do Juana chỉ mới sáu tuổi, họ phải xin giáo hội cho miễn chuẩn. Mặc dù họ sống gần nhau nhưng Felipe và Juana không được cùng nhau nuôi dưỡng do chênh lệch tuổi tác. Cuộc hôn nhân không có động phòng cho đến năm 1324.
Felipe được thừa kế thái ấp Évreux ở Normandie sau khi cha mình qua đời vào năm 1319. Khi Felipe còn nhỏ, bác ông là Charles xứ Valois được bổ nhiệm làm người giám hộ cho ông.
Vua Philippe V qua đời mà không có con trai vào năm 1322, và tất cả quyền thừa kế của ông được chuyển cho em trai ông là  Vua Charles IV, người kết hôn với em gái của Philippe vào năm 1325. Khi Charles qua đời mà cũng không có hoàng tử vào ngày 1 tháng 2 năm 1328, dòng dõi nam giới của vương triều Capet tuyệt tự. Qua việc công chúa Juana đầu tiên và sau đó là các con gái của Philippe V đều bị tránh việc lên ngôi, đạo luật kế thừa dòng họ nam giới đã được thiết lập. Felipe xứ Évreux và người anh em cùng tên của ông, Philippe xứ Valois, là những ứng cử viên từ dòng dõi Capet khả tín nhất cho ngai vàng, trong khi vua Edward III của Anh tuyên bố ông là cháu gọi bằng bác của Charles IV. Yêu sách của vị vua Edward 15 tuổi đã bị bác bỏ, còn Philippe xứ Valois 35 tuổi được ưa thích hơn Felipe xứ Évreux mới 23 tuổi do độ tuổi trưởng thành hơn. Do đó, Vương triều Valois chính thức lên ngôi với người khởi đầu Philippe VI, sau đó ông ngay lập tức đưa Felipe xứ Évreux vào hội đồng cấp cao của mình. Tuy nhiên, những người của hoàng tộc Valois không có quyền đối với Vương quốc Navarra hoặc các quận Champagne và Brie của Pháp, vì họ không phải là hậu duệ của Juana I của Navarra. Tuy vậy, Philippe VI lại không thể cho phép vợ chồng nhà Évreux sở hữu Champagne và Brie vì điều đó cùng với việc cai quản Normandie, sẽ tạo cho cặp vợ chồng một cơ sở quyền lực bao vây thủ đô của ông tại Paris. Sau cùng, Felipe và Juana đã nhượng lại những vùng đất này cho hoàng tộc Valois để đổi lấy các lãnh địa Angoulême, Mortain và Longueville.

## Lên ngôi vua

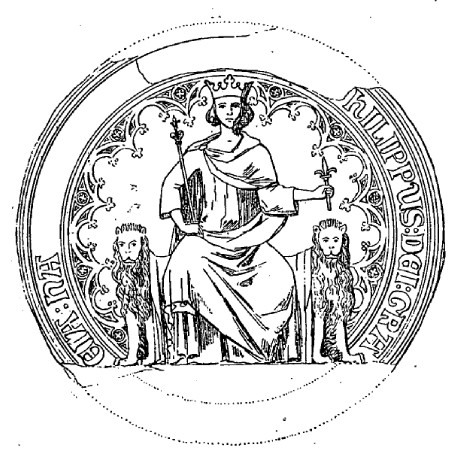
Dấu niệm của Felipe III

Sau khi chú ruột của Juana, vua Charles IV qua đời vào tháng 2 năm 1328 đã mở lối cho việc Felipe lên ngôi vương quốc Navarra, vì không còn thế lực nào có quyền yêu sách với cặp vợ chồng này nữa. Người Navarra vốn không thoải mái với các thống đốc có tính áp chế được bổ nhiệm từ Paris, nay đã trở nên vui mừng khi thấy liên minh cá nhân của Navarra với Pháp chấm dứt. Họ đã tổ chức một hội nghị toàn thể vào tháng 3 và một lần nữa vào tháng 5 nhằm công nhận vợ của Felipe sẽ là người nắm giữ quyền lãnh đạo vương quốc. Do đó, việc lên nắm chính quyền của Nhà Évreux dưới thời Felipe III có ý nghĩa quan trọng là bắt đầu một kỷ nguyên mới trong lịch sử của Navarra khi giờ đây vương quốc này được giải phóng khỏi chính phủ Pháp một lần nữa.
Trong khi quyền thừa kế của Juana đối với vương miện đã được hội nghị các đẳng cấp công nhận rộng rãi, nhưng vai trò tương lai của Felipe lại không rõ ràng. Chỉ có mình Juana được mời đến thủ đô Pamplona lên để nắm chính quyền sau khi vua chú qua đời. Felipe hoàn toàn bị phớt lờ nhưng vẫn quyết tâm khẳng định quyền lực của chính mình. Cặp vợ chồng đã thương lượng riêng với hội nghị các đẳng cấp vào tháng 7, và vào ngày 22 tháng 8, Giáo hoàng Gioan XXII đã ban tông sắc nhằm phê chuẩn Felipe là vua của Navarra. Mối lo ngại đặc biệt là liệu vai trò trị vì của Felipe trong lễ đăng quang sắp tới sẽ là gì. Hội nghị các đẳng cấp khẳng định rằng một mình Juana, với tư cách là "nữ vương chính thống", sẽ được nâng lên trên tấm khiên và được trao vương miện và cho rằng "không ai có thể được nâng lên nếu họ không phải là một vị quân chủ chính thống". Tuy nhiên, họ lại đồng ý cho phép Felipe tham gia vào nội các chính phủ. Felipe đã không hài lòng, ông tin rằng uy lực của bản thân sẽ bị hạ thấp nếu không được đăng quang cùng với Jeanne. Các đại thần của cặp vợ chồng hoàng gia đã viện dẫn Tân Ước để ủng hộ quyền của Felipe với tư cách là "người chồng và người đứng đầu", đồng thời nhấn mạnh rằng Juana với tư cách là người có chủ quyền thì sẽ có ước nguyện cho Felipe được đăng quang và có nhiều quyền lực hơn với tư cách là người đồng cai trị của bà.
Cuối cùng, cả Juana và Felipe đều được trao vương miện, được giám mục Arnalt de Barbazan xức dầu và nâng lên tấm khiên ở Nhà thờ Pamplona vào ngày 5 tháng 3 năm 1329. Việc sử dụng vương miện và quyền trượng là một sự đổi mới trong nghi lễ hoàng gia của vương quốc Navarra, dựa trên truyền thống của vương tộc Capet. Mặc dù việc sử dụng hai vật phẩm trên đã trở thành một phần trong nghi lễ của các quân chủ vương triều Évreux sau này, nhưng dường như chúng không có ý nghĩa gì đối với người dân Navarra vào năm 1329, khi mà lời tuyên thệ đóng vai trò quan trọng về mặt bản chất.
Vào tháng 5 năm 1329, Felipe và Juana đã ký một bản hiến pháp trong đó nhấn mạnh nhiều lần rằng bà sẽ là "người thừa kế nghiễm nhiên và ấn định" của Navarra, nhưng "toàn bộ vương quốc Navarra sẽ tuân theo vị phối ngẫu của bà dưới danh nghĩa là một vị vua". Vai trò của Felipe trong việc đảm bảo giành được vương quốc một cách suôn sẻ của vợ ông cũng được thừa nhận. Tuy nhiên, để hạn chế sự liên lụy của Felipe, người ta quy định rằng cả ông và Juana sẽ phải từ bỏ ngôi báu ngay khi người thừa kế của họ, cả nam hoặc nữ, đủ 21 tuổi, nếu không họ có nghĩa vụ nộp phạt 100.000 livres tournois. Đặt ra một giới hạn trị vì cho các quân chủ vào thời điểm này được xem là một điều kiện kỳ lạ và chưa từng có tiền lệ.

## Chính sách đối nội

Lãnh địa mà Felipe và Jeanne cai quản (màu vàng), trước khi mua lại Angoulême, Mortain và Longueville

Là cháu nội của một vị vua nhưng được trưởng thành với kỳ vọng chỉ là một bá tước, Felipe tỏ ra coi trọng vương quyền. Ông hoàn toàn không có sự chuẩn bị cho việc cai quản vương quốc nhưng lại có thành công nhất định sau khi bỏ ra vài tháng để tìm hiểu mọi thứ bản thân cần biết về vương quốc mà mình cai trị: con người, ngôn ngữ và thể chế nơi đây. Đồng thời, ông cũng tư vấn cho vị vua mới lên ngôi của Pháp.
Felipe III tỏ ra là một người cai trị hiệu quả và thành công. Thành tựu nổi tiếng nhất của ông là việc cải tiến luật pháp của vương quốc Navarra vào năm 1330. Vào tháng 9 năm 1331, ông và Jeanne sang Pháp, sau đó quay trở lại Navarra vào tháng 4 năm 1336 và ở lại vương quốc cho đến tháng 10 năm 1337. Nhìn chung, Felipe III và Juana II ở lại vương quốc lâu hơn bất kỳ vị quân chủ Navarra nào kể từ năm 1274. Cặp đôi đã dành phần lớn thời gian của họ ở các thái ấp khác nhau của Pháp và trong cung điện Paris của họ, từ đó họ có thể tiến xa hơn nữa với tư cách là hoàng gia từ dòng máu Pháp, nhưng Felipe vẫn đảm bảo tầm nhìn của họ ở Navarra trong một số chuyến thăm. Ông thậm chí còn tự mình đến thăm vương quốc vài lần, trong khi "nữ vương chính thống" quản lý các quận của riêng ông ở Pháp.
Triều đại chung của Felipe III và Juana II được đánh dấu bằng sự hợp tác chặt chẽ của họ, nhưng ông nổi bật hơn trong khía cạnh luật pháp và một số lĩnh vực khác trong sự cai trị. Có tới 41 sắc lệnh hoàng gia còn tồn tại đã được ban hành dưới tên của cả Felipe và Juana, nhưng Felipe đã ký 38 sắc lệnh mà không đề cập đến vợ, trong khi chỉ có 6 sắc lệnh được ban hành đứng tên Juana độc lập. Đôi vợ chồng hoàng gia đảm bảo rằng các phong tục tập quán và luật pháp của Navarra được tôn trọng và dân chúng của vương quốc tham gia trực tiếp nhiều hơn vào công việc cai quản. Sự  tích cực tham gia của hai người trong cách cai trị  Navarra lúc vắng mặt cũng như việc đặt lợi ích của Navarra lên trên những lợi ích của quê hương Pháp đã khiến những người đương thời và các sử gia ca ngợi cặp vợ chồng.
Các dự án phát triển kinh tế do Felipe và Juana thực hiện bao gồm xây dựng hệ thống thủy lợi trên những cánh đồng khô cằn của Tudela ở phía nam vương quốc, đồng thời tu sửa các lâu đài và xây dựng một lâu đài mới ở Castelrenault. Nhà vua và nữ vương cũng quyết tâm đảm bảo việc thực thi luật pháp trong vương quốc của họ như lên án thủ phạm của các cuộc bạo động chống Do Thái diễn ra trước khi họ tới và chỉ định bồi thường cho những nạn nhân. Một vấn đề nhức nhối với cặp vợ chồng hoàng gia là nạn cướp, là vấn đề mà họ cố gắng giải quyết từ khi bắt đầu trị vì. Sự cống hiến của họ trong việc thực thi công lý đã khiến các nhà biên niên sử miêu tả Felipe và Juana là "một vị vua và nữ vương tốt, và được mọi người trong vương quốc yêu mến".
Năm 1338, Felipe sát nhập các vùng đất của Mixe và Ostabarret vào lãnh địa hoàng gia. Những vùng đất này từ lâu đã thuộc về các tử tước xứ Tartas ở Guyenne, những người vốn tôn sùng đối với vua của Navarra. Năm 1338, tử tước già Guitard d'Albret qua đời, truyền lại Bernard Ezi IV, lãnh chúa xứ Albret, là người kế vị. Tuy nhiên, ông từ chối bày tỏ sự kính trọng đối với Felipe. Felipe bèn cử Juan de Rosas, người cai quản thành trì của Saint-Jean-Pied-de-Port để chiếm Garris, thủ phủ của Mixe, qua đó quản lý lãnh thổ với tư cách là người quản lý địa chủ của nhà vua. Giới quý tộc trong khu vực tỏ ra phẫn nộ với hành động của hoàng gia, và vào tháng 9, một đội quân nhỏ gồm 200 quân dưới quyền của Guillem Arnalt de Irumberri đã được cử đến nhằm khôi phục lại địa vị. Felipe đã tịch biên lại các vùng đất và hoa lợi của họ vào lãnh địa hoàng gia.

## Chính sách đối ngoại

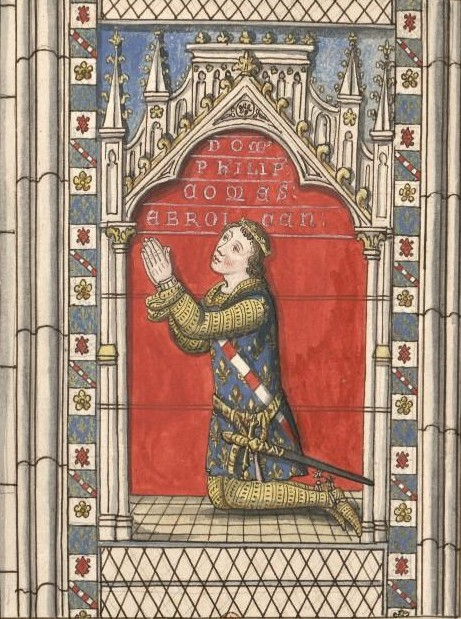
Bức vẽ phác của một cửa sổ kính màu miêu tả Felipe III trong nhà nguyện của Nhà thờ Thánh Anne xứ Évreux

Vào tháng 8 năm 1328, Felipe chỉ mới được công nhận là vua của Navarra nhưng đã tham gia cùng vua Pháp trong việc đàn áp một cuộc nổi dậy của nông dân ở Vlaanderen. Trong trận Cassel diễn ra ngày 23 tháng 8, lực lượng quốc tế hỗ trợ Felipe VI, được chia thành mười đội hình trận đánh, với đích thân nhà vua Pháp chỉ huy đội hình thứ năm. Vị vua đã ghép liền 39 lá cờ trong đội hình của mình, trong số đó có cờ của Felipe III.
Sau đó, chính sách đối ngoại của Navarra dưới triều đại của Felipe III và Juana II lại chuyển hướng sang các nước trên bán đảo Iberia. Mặc dù họ bị vướng vào chính sách của Pháp, nhưng đôi vợ chồng vẫn muốn xây dựng mối quan hệ chặt chẽ hơn với các vương quốc láng giềng là Aragón và Castilla. Từ năm 1329 đến năm 1333, họ thương lượng về một liên minh hôn nhân với Aragón qua công chúa Juana, người con cả và cũng là người thừa kế, sẽ kết hôn với vua Pedro IV của Aragón. Tuy nhiên, trong các cuộc đàm phán, hai người con trai của họ là Louis và Carlos chào đời và thay thế người chị trong thứ tự kế vị. Về sau, công chúa Juana trở thành một nữ tu. Tuy nhiên, liên minh với Aragón đã được quyết định vào năm 1338 khi Pedro kết hôn với Maria, con gái thứ hai của Felipe và Juana.
Từ năm 1328 đến năm 1331, Felipe III của Navarra và Felipe VI của Pháp đã trao đổi thư từ với Alfonso XI của Castilla về việc khởi xướng một cuộc thập tự chinh chống lại công quốc Hồi giáo Granada, nhưng đã bị hoãn lại do sự miễn cưỡng của vị vua Pháp. Vào ngày 1 tháng 10 năm 1333, Pierre-Roger, khi đó là Tổng Giám mục của Rouen, đã giảng đạo một bài thuyết giáo về cuộc thập tự chinh trước một hội đồng quý tộc với sự hiện diện của Felipe VI ở Paris. Sau bài thuyết giáo, vua Pháp đã mang cây thánh giá và cùng với vua Navarra, Công tước xứ Brabant, Công tước Bourgogne và công tước xứ Bourbon cùng thề nguyện sẽ thực hiện một "chuyến đi thần thánh ra nước ngoài" để giành lại Vương quốc Jerusalem. Cuộc thập tự chinh này cuối cùng đã được nhắm mục tiêu vào Granada, nhưng do tình hình chính trị bất ổn ở châu Âu đã phải trì hoãn vô thời hạn với sự chấp thuận của Giáo hoàng vào ngày 13 tháng 3 năm 1336.
Vào cuối tháng 6 năm 1335, trong khi Felipe đang ở Pháp, vương quốc Navarra phải hứng chịu vụ đầu tiên trong một loạt các vụ xâm phạm biên giới bởi Castilla và leo thang thành chiến tranh vào tháng 10. Mặc dù cả Felipe và Alfonso đều không kích động thù địch, nhưng Alfonso cảm thấy có nghĩa vụ lãnh đạo quân đội của mình chống lại Navarra. Felipe đã cử tổng giám mục của Reims, Jean de Vienne, đến đàm phán một hòa bình, và Alfonso đã nhanh chóng đồng ý. Vào ngày 28 tháng 2 năm 1336 tại Las Cuevas, một hiệp ước hòa bình được ký kết. Navarra đã nhận được sự trợ giúp quân sự từ Gaston II, Bá tước Foix, và sau chiến tranh, Felipe đã ra lệnh cho ngân khố của mình để thưởng công cho bá tước.
Vấn đề kế vị ngai vàng của Pháp vẫn sục sôi từ việc Felipe xứ Valois lên ngôi. Năm 1337, Edward III của Anh đã quyết định đòi ngôi vua nước Pháp với tư cách là hậu duệ nam gần nhất với Charles IV. Vào tháng 12 năm 1339, trong giai đoạn đầu của Chiến tranh Trăm năm, Felipe III của Navarra đã tăng cường sức mạnh đơn vị đồn trú ở Tournai nhằm đề phòng một cuộc bao vây của người Anh. Ông đã sát cánh bên cạnh Felipe VI của Pháp và các vị vua liên minh như Johann I của Bohemia và David II của Scotland trong chiến dịch đầu tiên của cuộc chiến khi vua Pháp kết thúc các cuộc bao vây ở Cambrai (8 tháng 10 năm 1339) và Tournai (25 tháng 9 năm 1340).

## Tham gia thập tự chinh và qua đời

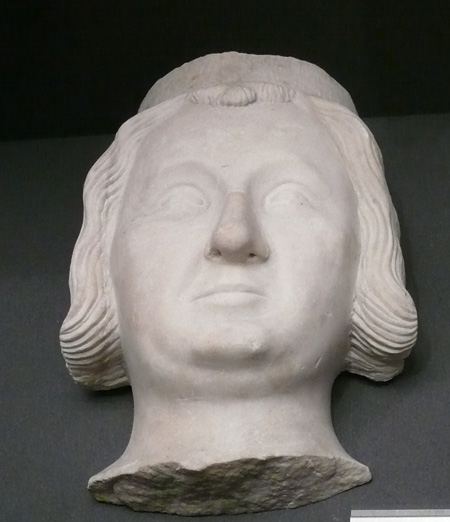
Tượng bán thân ở Louvre, nguyên bản từ tu viện Jacobin, nơi cất giữ tim của Felipe

Felipe quay trở lại Navarra vào năm 1342 và một lần nữa vào năm 1343 như một phần cho sự chuẩn bị tham gia cuộc thập tự chinh chống lại nhà nước Hồi giáo Granada. Ông cảm thấy đây là nghĩa vụ của mình với tư cách là người cai trị một vương quốc trên bán đảo Iberia. Các nhà chức trách của Felipe đảm bảo rằng các thần dân Hồi giáo của riêng ông ở Tudela sẽ không bị quấy rầy bởi đạo quân thập tự của ông. Felipe đi đến nơi xảy ra cuộc bao vây Algeciras vào tháng 7 năm 1343 cùng với 100 hiệp sĩ và 300 lính bộ binh, nhưng quan trọng hơn cả lực lượng quân sự nhỏ bé này lại sở hữu lượng lớn đồ dự trữ—thịt, lúa mạch, thịt xông khói và rượu—mà ông đã gửi từ vịnh Biscay. Khi Gaston II của Foix, một đồng minh của Navarra trong trận chiến năm 1335 từ bỏ cuộc bao vây vào cuối tháng 8, Gaston đã cố gắng thuyết phục Felipe không nên tiến sâu thêm vào.
Theo một số thông báo vào đầu tháng 9, tình trạng sức khỏe của Felipe xấu đi sau khi bị thương bởi một mũi tên. Các y sĩ của Alfonso XI khuyên Felipe nên thay đổi chế độ ăn uống của mình. Tuy nhiên, vị vua Navarra thích lời khuyên từ bác sĩ riêng của mình, người đã khuyên bảo ông hãy tiếp tục ăn thịt, uống rượu và rút khỏi cuộc bao vây. Ông đã nghe theo lời và rút lui, nhưng đã không đi xa hơn Jerez de la Frontera, và qua đời tại đó vào ngày 16 tháng 9 năm 1343. Thi thể của ông đã được đưa về Pamplona để chôn cất, mặc dù tim của ông đã được chôn cất tại nhà thờ Couvent des Jacobins ở Paris nhưng hiện đã bị phá hủy. Người vợ góa của ông, nữ vương Juana, đã nhận được thư chia buồn từ giáo hoàng Clêmentê VI (trước kia là Pierre-Roger) vào tháng 11. Thành phố Algeciras đã bị thất thủ vào tháng 3 năm 1344. Juana tiếp tục tại vị một mình cho đến khi bà cũng qua đời vào năm 1349, sau đó vương miện được trao cho người con trai lớn nhất còn sống của họ, Carlos II.

## Gia đình và hậu duệ

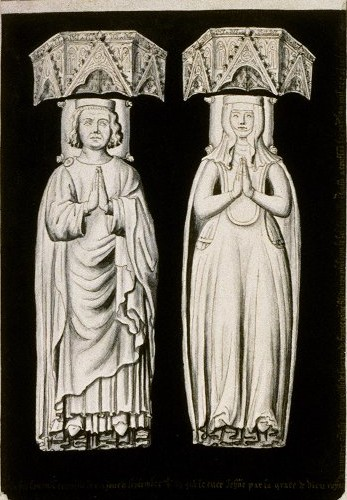
Lăng mộ của Felipe III và Juana II

Không giống như các cuộc hôn nhân được ghi chép đầy đủ của những người tiền nhiệm từ hoàng tộc Capet, không có bằng chứng nào biểu lộ mối quan hệ cá nhân giữa Felipe và Juana. Điều này cho thấy cuộc hôn nhân của họ không được thể hiện cụ thể bằng sự gần gũi hay trở ngại. Tuy nhiên, họ rất hiếm khi xa cách và có với nhau 9 hậu duệ:
- Juana (khoảng 1326–1387), đính hôn với vương tử Pere, vị vua tương lai của Aragon, nhưng cuối cùng đã trở thành một nữ tu tại tu viện dòng Phan Sinh ở Longchamp.
- María (khoảng 1329–1347), người vợ đầu của Pedro IV của Aragón.
- Louis (1330–1334)
- Blanca (1331–1398), vợ thứ hai của Philippe VI của Pháp.
- Carlos (1332–1387), người kế vị với tư cách là vua của Navarra và bá tước xứ Évreux.
- Felipe (khoảng 1333–1363), kết hôn với Yolande de Dampierre.
- Agnes (1334–1394), kết hôn với Gaston III, Bá tước xứ Foix.
- Louis (1341–1372), Bá tước xứ Beaumont-le-Roger, kết hôn lần đầu với Maria de Lizarazu và thứ hai là Joanna, Nữ công tước xứ Durazzo.
- Juana (khoảng 1342–1403), kết hôn với Jean I, Tử tước xứ Rohan.